# Nhạc Blues Sinchon
Sinchon Blues là nhóm nhạc rock / blues của Hàn Quốc .